# モチャ島
モチャ島（スペイン語: Isla Mocha）は南太平洋の東部、南アメリカ大陸の沖合約35kmにある島。チリ中南部のビオビオ州アラウコ県に属している。先住民マプチェの神話における聖地に位置づけられている。ハーマン・メルヴィルの長編小説『白鯨』の題材となったクジラの逸話も知られる。

## 概要

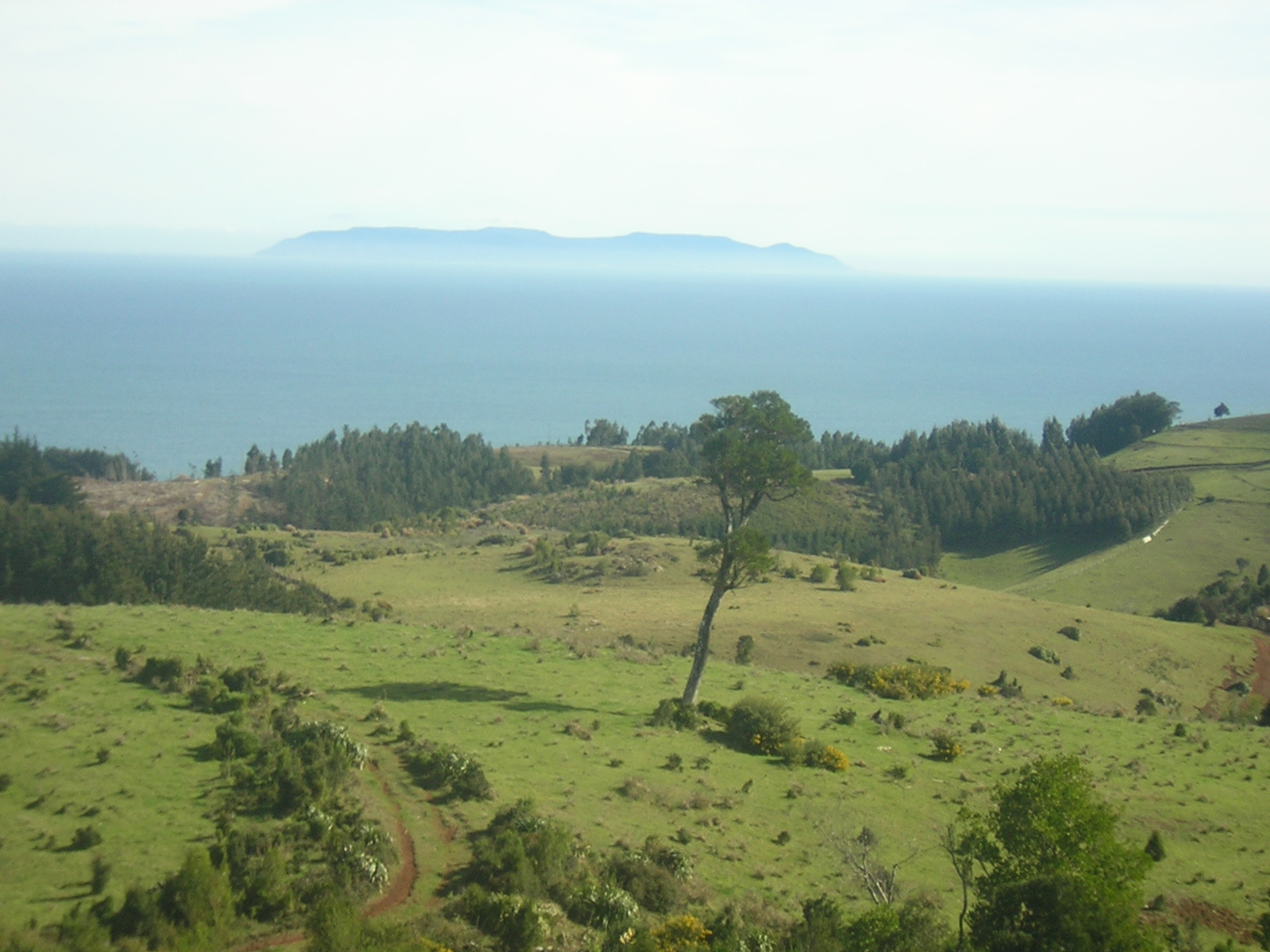
南アメリカ大陸側から望むモチャ島

モチャ島はビオビオ州の南端に位置するティルアの街から約35km西方に位置する、面積約48km2の島である。地理的にはティルアのコムナ（自治体）にもっとも近接しているが、行政上はティルアから北に80kmほど離れたレブのコムナに属している。ビオビオ州の州都コンセプシオンからは南西に180kmあまり離れている。
2010年現在の島の人口は650人ほどで、島の土地はパルセーラと呼ばれる32の個人所有の区画に分割されている。住民の多くは、20世紀前半に島を管理していた農業植民地基金の借主や労働者の子孫である。島は山地を境に大きく分けて東と西に相当する北（norte）と南（sur）の区に分かれており、それぞれが独立した経済的・社会的ダイナミズムを有している。島の主要産業は牛・羊・豚などの畜産と零細漁業、藻類の採取などである。
島には民有・官有2ヶ所の飛行場があるほか、本土との間には貨物船が運航しているが、空路・海路ともに定期便はない。島に渡るには、ティルアのレケチャウェ飛行場からプロペラ機に搭乗する必要がある。ティルアからの往復料金は40ペソである。

## 自然

島の地図

モチャ島の地質は、急峻な断崖によって隔てられた更新世の海食台地と完新世の海岸段丘から構成されている。島全体を取り囲んでいる完新世の海岸段丘は岩盤の露出した波食台となっており、この岩盤は主にランキル層とトゥブル層と呼ばれる海洋起源の堆積層から形成されている。島の中央には険しい地形の尾根線に沿って森林が広がり、このため人間活動は海岸段丘上に営まれ、考古学上の遺跡もすべてこの段丘上で発見されている。
島の周辺には浅瀬が広がり、岩礁やリーフ、小島にはアシカや海鳥が多く生息する。南部にはQuechol, del Muerto, las  Docas, del Trabajoなどの小島があり、これらの小島も、狩猟や採取の場として島民にとって重要な意味をもっている。
植物相は沿岸植生、農用地、山地と平地の間の硬葉低木林、山地の樹林に明確に分かれており、低木林は主にボルド、マキ（Aristotelia chilensis）、ケブラチョ（Cassia stipulacea）から構成される。山林の植物相はオリビロ（Aextoxicon punctatum）のほかウルモ（Eucryphia cordifolia）、アラヤン（Luma apiculata）などの樹木と下層の大半を占めるシダ植物などから構成され、チリ中南部のバルディビア温帯雨林に属する。
中央部の森林地帯の大半は、島の面積の約45%を占めるモチャ島国立保護区に指定されている。島の森林は世界で3島にのみ所在するシロハラアカアシミズナギドリの営巣地として知られるほか、島の固有種としてデグーの一種であるモカデグー、カエルの一種Eupsophus insularis、ムナフオタテドリの亜種Scelorchilus rubecula mochae、ハリオカマドドリの亜種Aphrastura spinicauda bullockiなどが生息している。
島の気候は海洋の影響を強く受けている。年平均最低気温は9.4℃、最高気温は15.5℃、平均湿度は約85％、平均降水量は1317mmである。年間を通じて雨が降るが、1月から2月にかけては降雨が少ない。

## 歴史
チリ南部は14500年前というアメリカ大陸でもっとも古くから人間が居住している地域の一つであるが、モチャ島に初めて人が住んだのは3400年前（紀元前1450年）ごろのわずかな期間で、その後1500年間、人間活動の形跡は見られない。紀元100年ごろ、チリ南部のピトレン文化複合に呼応して陶器が出現する。紀元1000年ごろから実質的かつ恒常的な人間の居住がみられ、その後の歴史時代に至っている。島で発見された人骨の頭蓋骨の形質が、南米大陸とポリネシアの接触を示唆すると主張する研究もある。
島の住民は、沿岸部にすむマプチェの一派であるラフケンチェであった。島の名前は、ラフケンチェの言葉で「魂の復活」を意味するamucheに由来している。ラフケンチェの伝説では、トレンプルカウェ（trempulcahue; trempülkalwe）と呼ばれる4頭のクジラがあり、このクジラは4人の老婆の姿を取り、夜ごとにクジラに姿を変えて死者の魂を島（Ngill chenmaywe;「集いの場所」）へ運ぶと考えられた。死者の魂はこの島から西方沖へ旅立っていくとされている。

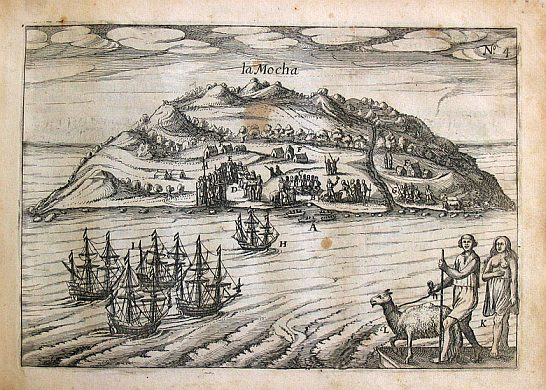
オランダの海賊艦隊の入港風景（1616年）

1550年にヨーロッパ人に発見され、1554年にスペイン王室の航海士フアン・バウティスタ・パステーネに承認された後、イギリス・オランダ・スペインの多くの船乗りがこの島を訪れた。1578年、イギリスの私掠船長フランシス・ドレークはこの島で住民と争いになり、顔面に傷を負ったといわれている。17世紀のヨーロッパ人の記録によれば、島には1000人弱のマプチェが住んでおり、農漁業や牧畜によって生計を立てていた。島民は北と南の2グループに分かれており、住民の間で衝突を繰り返していたとされている。
1608年、スペイン王フェリペ3世は、先住民と異国人の交流を防ぐために島を無人化する法令を布告した。この法令は長らく実行されなかったが、1685年、チリ総督ホセ・デ・ガロが先住民に対しイギリスやオランダと結託したとの嫌疑をかけ、彼らを本土へ移送することを命じた。同年にスペインの軍人がコンセプシオン近郊の谷へと住民を強制移送した。この居住区は今日バレ・デ・ラ・モチャ（モチャの谷）の名で知られている。
その後150年にわたって島は放棄されていたが、1857年、チリの実業家フアン・アルムパルテが占有した。島での違法な収奪を懸念して、チリ政府はこの島を財務省の所有とし、アルムパルテに土地を租借させた。20世紀に入ると島は実業家ダニエル・ヴィアルの手にわたり、アシカ漁や農畜産物の移出で栄えた。1929年、チリ政府は島を農業植民地基金に譲渡し、居住適地を32の区画にわけて植民計画を推し進めた。農業植民地基金が残した原生林は、今日の国立保護区に引き継がれている。モチャ島国立保護区が設立されたのは1988年のことである。
2010年に発生したチリ地震では、島にも大きな被害が出た。主要な住宅や公共施設が立地する島の北部では、津波により18戸の家屋や港湾施設などが破損し、住民は仮設住宅への入居を余儀なくされた。

## 文学
この島の沖には、19世紀の捕鯨船員の間でモチャ・ディック（Mocha Dick）の名で呼ばれた白いマッコウクジラが回遊していたことで知られている。このクジラと捕鯨船との闘いの記録は、アメリカの探検家ジェレミア・N・レイノルズによって1839年にThe Knickerbocker誌に投稿された。
モビィ・ディックというクジラの登場するハーマン・メルヴィル『白鯨』は、このモチャ・ディックの逸話と1820年に起きた捕鯨船エセックス号の沈没事件から着想を得たものとされている。このエピソードは、チリの小説家ルイス・セプルベダの遺作『白いクジラのお話』にも取り上げられている。